# Manolepis putnami
Manolepis putnami — вид змій родини полозових (Colubridae). Ендемік Мексики. Вид названий на честь американського антрополога Фредеріка Ворда Патнема. Це єдиний представник монотипового роду Manolepis.

## Поширення і екологія
Tantalophis discolor мешкають на тихоокеанських схилах Мексики, від Наярита до перешийка Теуантепек в Оахаці. Вони живуть в сухих і напівлистяних тропічних лісах, манграх і прибережних дубових лісах, трапляються на пооушених ділянках. Зустрічаються на висоті до 700 м над рівнем моря.